# Banda Tuolumne d'indis Me-wuk
La banda Tuolumne d'indis Me-Wuk és una tribu reconeguda federalment de miwoks i yokuts al comtat de Tuolumne (Califòrnia). La banda Tuolumne són miwok de la sierra. Pel setembre de cada any la tribu celebra un festival de l'aglà amb recollida intetribal.

## Govern
La tribu té la seu a Tuolumne (Califòrnia). Té un consell tribal escollit democràticament. L'actual cap tribal és Kevin Day.

## Reserva
La ranxeria Tuolume és una reserva índia de 336 acres situada al comtat de Tuolumne, a la base occidental de la Sierra Nevada. Està a la vora del Parc Nacional de Yosemite. The rancheria was established in 1910, and had a population of 150 in 1990. En 1995 tenia una població de 168. La reserva es troba just al nord de la ciutat de Tuolumne. Altres comunitats properes són Twain Harte, Soulsbyville, i Mono Vista.

## Desenvolupament econòmic
La tribu posseeix el Casino Black Oak, Black Oak Cafe, restaurant Seven Sisters, el bar Mill, Kingpins, Willow Creek Lounge, Manzanita Bar, Underground Arcade, i el Brunswick Bowling Center a Tuolumne.